# VousNousIls
VousNousIls est un webzine gratuit, consacré à l'actualité de l'éducation nationale et internationale. Il propose également à ses lecteurs enseignants des ressources pédagogiques, sous forme de fiches et de dossiers thématiques.

## Historique
Le site existe depuis le 22 octobre 2002,.
Il s'est doté d'une nouvelle ergonomie en octobre 2007, en juin 2010, puis durant l'automne 2014. Le site en est donc à sa quatrième version.
Après 14 ans d'existence, il annonce 10,000 visiteurs par jour, 250 000 pages vues par mois et 19 000 abonnés à sa lettre d'information.

## Contenu
L'essentiel du contenu éditorial est propriétaire et exclusif.
Le site propose des brèves quotidiennes dans L'actu. Chaque semaine, un comic strip exclusif réalisé par Jack Koch, dessinateur du blog « Danger Ecole », illustre avec humour un fait saillant de l'actualité éducative. Les autres rubriques (primaire, secondaire, supérieur, culture, TICE/Sciences) proposent des articles de fond selon un rythme de publication hebdomadaire à bi-hebdomadaire, ainsi que des reportages vidéos.
La ligne éditoriale neutre du site lui permet de relayer les propos de personnalités politiques ou culturelles, de syndicalistes, d'universitaires et de chercheurs de tous horizons. Cette diversité a notamment été illustrée à l'occasion des élections présidentielles de 2007 et 2012 : la plupart des candidats ont accordé une interview exclusive à VousNousIls,.
VousNousIls a noué de nombreux partenariats éditoriaux au fil des années, notamment avec FranceTv Education, le CNED, le CNRS, La Main à la Pâte, la FFF, la Cité de la musique.

## Parrainage
Le site, sans publicité, est intégralement financé depuis l'origine par la CASDEN Banque populaire, la banque coopérative de la Fonction publique, mais conserve une totale indépendance éditoriale,. L'objectivité et le sérieux de ses informations ont été reconnus par l'attribution d'un numéro CPPAP.